# Corb marí de l'illa de Stewart
El corb marí de l'illa de Stewart (Phalacrocorax chalconotus) és una espècie d'ocell de la família dels falacrocoràcids (Phalacrocoracidae) que habita illes i illots propers a la costa sud-est de l'illa del Sud i a l'illa Stewart, a Nova Zelanda.